# Colombia i olympiska sommarspelen 2004
Colombia i olympiska sommarspelen 2004 bestod av 53 idrottare som blivit uttagna av Colombias olympiska kommitté.

## Boxning
| Idrottare           | Gren          | Sextondelsfinaler        | Åttondelsfinaler      | Kvartsfinaler        | Semifinaler          | Final                | Final            |
| Idrottare           | Gren          | Motståndare Resultat     | Motståndare Resultat  | Motståndare Resultat | Motståndare Resultat | Motståndare Resultat | Placering        |
| ------------------- | ------------- | ------------------------ | --------------------- | -------------------- | -------------------- | -------------------- | ---------------- |
| Carlos Tamara       | Lätt flugvikt | Bouchtouk (MAR) W 48-25  | Pinto (ITA) L 35-49   | Gick inte vidare     | Gick inte vidare     | Gick inte vidare     | Gick inte vidare |
| Óscar Escandón      | Flugvikt      | BYE                      | Rahimov (GER) L 15-25 | Gick inte vidare     | Gick inte vidare     | Gick inte vidare     | Gick inte vidare |
| Likar Ramos         | Fjädervikt    | Biarnadski (BLR) L 18-32 | Gick inte vidare      | Gick inte vidare     | Gick inte vidare     | Gick inte vidare     | Gick inte vidare |
| José David Mosquera | Lättvikt      | Escobedo (USA) L RSC     | Gick inte vidare      | Gick inte vidare     | Gick inte vidare     | Gick inte vidare     | Gick inte vidare |
| Juan Camilo Novoa   | Weltervikt    | BYE                      | Balog (HUN) W 33-24   | Kim (KOR) L 23-25    | Gick inte vidare     | Gick inte vidare     | Gick inte vidare |

## Brottning
Grekisk-romersk
| Luis Izquierdo | 66 kg | Pool 5 Vardanyan (UKR) L 0-13 Eroğlu (TUR) L 0-10 Kvirkvelia (GEO) W EV | 3 | Gick inte vidare | Gick inte vidare | Gick inte vidare | Gick inte vidare |

## Cykling

### Landsväg
Herrar
| Idrottare           | Gren                | Tid      | Placering |
| ------------------- | ------------------- | -------- | --------- |
| Santiago Botero     | Herrarnas linjelopp | 5:41:56  | 31        |
| Luis Felipe Laverde | Herrarnas linjelopp | 5:41:56  | 36        |
| Víctor Hugo Peña    | Herrarnas linjelopp | DNF      | x         |
| Marlon Pérez Arango | Herrarnas linjelopp | DNF      | x         |
| Santiago Botero     | Herrarnas tempolopp | 59:04.76 | 7         |
| Víctor Hugo Peña    | 1:00:09.89          | 14       |           |

### Bana
Tempolopp
| Cyklist                           | Gren                | Kval     | Kval      | Matchomgång | Matchomgång | Final           | Final     |
| Cyklist                           | Gren                | Resultat | Placering | Resultat    | Placering   | Resultat        | Placering |
| --------------------------------- | ------------------- | -------- | --------- | ----------- | ----------- | --------------- | --------- |
| Wilson Meneses Guitierrez         | Herrarnas tempolopp | i.u.     | i.u.      | i.u.        | i.u.        | 1:03.614        | 13        |
| Leonardo Duque Jose Rodolfo Serpa | Herrarnas Madison   | i.u.     | i.u.      | i.u.        | i.u.        | 3 poäng -2 varv | 16        |

Poänglopp
| Damernas poänglopp | i.u. | i.u. | i.u. | i.u. | 12 poäng | 3 |

Förföljelse
| Idrottare         | Gren                 | Kval     | Kval      | Första omgången  | Första omgången  | Final            | Final            |
| Idrottare         | Gren                 | Tid      | Placering | Motståndare Tid  | Placering        | Motståndare Tid  | Placering        |
| ----------------- | -------------------- | -------- | --------- | ---------------- | ---------------- | ---------------- | ---------------- |
| María Luisa Calle | Damernas förföljelse | 3:35.430 | 9         | Gick inte vidare | Gick inte vidare | Gick inte vidare | Gick inte vidare |

## Friidrott
Herrar
Bana, maraton och gång
| Idrottare            | Gren              | Heat     | Heat      | Kvartsfinal | Kvartsfinal | Semifinal        | Semifinal        | Final            | Final            |
| Idrottare            | Gren              | Resultat | Placering | Resultat    | Placering   | Resultat         | Placering        | Resultat         | Placering        |
| -------------------- | ----------------- | -------- | --------- | ----------- | ----------- | ---------------- | ---------------- | ---------------- | ---------------- |
| Paulo Villar         | 110 meter häck    | 13.44 NR | 1 Q       | 14.03       | 8           | Gick inte vidare | Gick inte vidare | Gick inte vidare | Gick inte vidare |
| Juan Carlos Cardona  | Maraton           | i.u.     | i.u.      | i.u.        | i.u.        | i.u.             | i.u.             | 2:22:49          | 51               |
| Jose Alirio Carrasco | i.u.              | i.u.     | i.u.      | i.u.        | i.u.        | i.u.             | 2:21:14          | 43               |                  |
| Luis Fernando López  | 20 kilometer gång | i.u.     | i.u.      | i.u.        | i.u.        | i.u.             | i.u.             | 1:26:34          | 24               |

Damer
Bana, maraton och gång
| Idrottare                                                   | Gren              | Heat     | Heat      | Kvartsfinal      | Kvartsfinal      | Semifinal        | Semifinal        | Final            | Final            |
| Idrottare                                                   | Gren              | Resultat | Placering | Resultat         | Placering        | Resultat         | Placering        | Resultat         | Placering        |
| ----------------------------------------------------------- | ----------------- | -------- | --------- | ---------------- | ---------------- | ---------------- | ---------------- | ---------------- | ---------------- |
| Melisa Murillo                                              | 100 meter         | 11.67    | 5         | Gick inte vidare | Gick inte vidare | Gick inte vidare | Gick inte vidare | Gick inte vidare | Gick inte vidare |
| Digna Murillo                                               | 200 meter         | 22.98    | 5 q       | 23.19            | 4                | Gick inte vidare | Gick inte vidare | Gick inte vidare | Gick inte vidare |
| Sandra Zapata                                               | 20 kilometer gång | i.u.     | i.u.      | i.u.             | i.u.             | i.u.             | i.u.             | 1:42:22          | 46               |
| Norma González Digna Murillo Felipa Palacios Melisa Murillo | 4 x 100 meter     | 43.30    | 5         | i.u.             | i.u.             | i.u.             | i.u.             | Gick inte vidare | Gick inte vidare |

Fältgrenar och sjukamp
| Idrottare         | Gren          | Kval     | Kval      | Final            | Final            |
| Idrottare         | Gren          | Resultat | Placering | Resultat         | Placering        |
| ----------------- | ------------- | -------- | --------- | ---------------- | ---------------- |
| Caterine Ibargüen | Höjdhopp      | 1.85     | 30        | Gick inte vidare | Gick inte vidare |
| Zuleima Araméndiz | Spjutkastning | 59.94    | 17        | Gick inte vidare | Gick inte vidare |

## Fäktning
Damer
| Ángela María Espinosa | Värja | Tychler (RSA) W 15-8 | Heidemann (GER) L 3-15 | Gick inte vidare | Gick inte vidare | Gick inte vidare | Gick inte vidare | Gick inte vidare |

## Gymnastik

### Artistisk
Herrar
Mångkamp, ind.
| Idrottare     | Kval    | Kval    | Kval    | Kval    | Kval    | Kval    | Kval   | Kval      | Final            | Final            | Final            | Final            | Final            | Final            | Final            | Final            |
| Idrottare     | Redskap | Redskap | Redskap | Redskap | Redskap | Redskap | Totalt | Placering | Redskap          | Redskap          | Redskap          | Redskap          | Redskap          | Redskap          | Totalt           | Placering        |
| Idrottare     | F       | PH      | R       | V       | PB      | HB      | Totalt | Placering | F                | PH               | R                | V                | PB               | HB               | Totalt           | Placering        |
| ------------- | ------- | ------- | ------- | ------- | ------- | ------- | ------ | --------- | ---------------- | ---------------- | ---------------- | ---------------- | ---------------- | ---------------- | ---------------- | ---------------- |
| Jorge Giraldo | 9.137   | 8.437   | 9.237   | 9.412   | 9.437   | 9.337   | 54.997 | 32        | Gick inte vidare | Gick inte vidare | Gick inte vidare | Gick inte vidare | Gick inte vidare | Gick inte vidare | Gick inte vidare | Gick inte vidare |

## Judo
Herrar
| Idrottare             | Gren                     | Sextondelsfinal         | Åttondelsfinal       | Kvartsfinal          | Semifinal            | Återkval             | Final                | Final            |
| Idrottare             | Gren                     | Motståndare Resultat    | Motståndare Resultat | Motståndare Resultat | Motståndare Resultat | Motståndare Resultat | Motståndare Resultat | Placering        |
| --------------------- | ------------------------ | ----------------------- | -------------------- | -------------------- | -------------------- | -------------------- | -------------------- | ---------------- |
| Mario Valles          | Halv mellanvikt (-81 kg) | Canto (BRA) L 0000-1000 | Gick inte vidare     | Gick inte vidare     | Gick inte vidare     | Gick inte vidare     | Gick inte vidare     | Gick inte vidare |
| Sergio Andres Camacho | Tungvikt (+100 kg)       | Pepic (AUS) L 0000-1000 | Gick inte vidare     | Gick inte vidare     | Gick inte vidare     | Gick inte vidare     | Gick inte vidare     | Gick inte vidare |

Damer
| Idrottare      | Gren                    | Sextondelsfinal             | Åttondelsfinal       | Kvartsfinal          | Semifinal            | Återkval             | Final                | Final            |
| Idrottare      | Gren                    | Motståndare Resultat        | Motståndare Resultat | Motståndare Resultat | Motståndare Resultat | Motståndare Resultat | Motståndare Resultat | Placering        |
| -------------- | ----------------------- | --------------------------- | -------------------- | -------------------- | -------------------- | -------------------- | -------------------- | ---------------- |
| Lisseth Orozco | Extra lättvikt (-48 kg) | Shishkina (KAZ) L 0011-0012 | Gick inte vidare     | Gick inte vidare     | Gick inte vidare     | Gick inte vidare     | Gick inte vidare     | Gick inte vidare |

## Ridsport

### Dressyr
| Idrottare   | Häst             | Gren                | Grand Prix | Grand Prix | Grand Prix Special | Grand Prix Special | Grand Prix Fristil | Grand Prix Fristil | Totalt           | Totalt           |
| Idrottare   | Häst             | Gren                | Poäng      | Placering  | Poäng              | Placering          | Poäng              | Placering          | Poäng            | Placering        |
| ----------- | ---------------- | ------------------- | ---------- | ---------- | ------------------ | ------------------ | ------------------ | ------------------ | ---------------- | ---------------- |
| César Parra | Galant du Serein | Individuell dressyr | 62,917     | 46         | Gick inte vidare   | Gick inte vidare   | Gick inte vidare   | Gick inte vidare   | Gick inte vidare | Gick inte vidare |

## Simhopp
Herrar
| Idrottare           | Gren | Kval   | Kval      | Semifinal        | Semifinal        | Final            | Final            |
| Idrottare           | Gren | Poäng  | Placering | Poäng            | Placering        | Poäng            | Placering        |
| ------------------- | ---- | ------ | --------- | ---------------- | ---------------- | ---------------- | ---------------- |
| Juan Guillermo Urán | 3 m  | 344,40 | 31        | Gick inte vidare | Gick inte vidare | Gick inte vidare | Gick inte vidare |
| Juan Guillermo Urán | 10 m | 439,77 | 10 Q      | 617,04           | 11 Q             | 605,46           | 12               |

## Taekwondo
| Idrottare     | Gren             | Åttondelsfinaler       | Kvartsfinaler        | Semifinaer           | Återkval              | Bronsmatch           | Final                    | Final            |
| Idrottare     | Gren             | Motståndare Resultat   | Motståndare Resultat | Motståndare Resultat | Motståndare Resultat  | Motståndare Resultat | Motståndare Resultat     | Placering        |
| ------------- | ---------------- | ---------------------- | -------------------- | -------------------- | --------------------- | -------------------- | ------------------------ | ---------------- |
| Julian Rojas  | Herrarnas +80 kg | Nikolaidis (GRE) L 3–7 | Gick inte vidare     | Gick inte vidare     | Zrouri (MAR) L 2–6    | Gick inte vidare     | Gick inte vidare         | 7                |
| Gladys Mora   | Damernas −49 kg  | Putri (INA) W 2–2 SUP  | Chen S-H (TPE) L 0–1 | Gick inte vidare     | Baidya (NEP) W 5–(−1) | Carías (GUA) W 2–0   | Boorapolchai (THA) L 1–2 | 4                |
| Paola Delgado | Damernas −57 kg  | Salazar (MEX) L 2–5    | Gick inte vidare     | Gick inte vidare     | Gick inte vidare      | Gick inte vidare     | Gick inte vidare         | Gick inte vidare |

## Tennis
| Spelare                          | Gren      | Omgång 1                    | Omgång 2                                   | Åttondelsfinaler                     | Kvartsfinaler     | Semifinaler       | Final / BM        | Final / BM       |
| Spelare                          | Gren      | Motståndare Poäng           | Motståndare Poäng                          | Motståndare Poäng                    | Motståndare Poäng | Motståndare Poäng | Motståndare Poäng | Placering        |
| -------------------------------- | --------- | --------------------------- | ------------------------------------------ | ------------------------------------ | ----------------- | ----------------- | ----------------- | ---------------- |
| Catalina Castaño                 | Damsingel | Daniilidou (GRE) L 2–6, 1–6 | Gick inte vidare                           | Gick inte vidare                     | Gick inte vidare  | Gick inte vidare  | Gick inte vidare  | Gick inte vidare |
| Fabiola Zuluaga                  | Damsingel | Janković (SCG) W 6–4, 6–1   | Suárez (ARG) W 4–6, 7–6(7–1), 6–1          | Schiavone (ITA) L 7–6(7–5), 1–6, 3–6 | Gick inte vidare  | Gick inte vidare  | Gick inte vidare  | Gick inte vidare |
| Catalina Castaño Fabiola Zuluaga | Damdubbel | i.u.                        | Kremer / Schaul (LUX) W 7–6(9–7), 2–6, 9–7 | Molik / Stubbs (AUS) L 4–6, 2–6      | Gick inte vidare  | Gick inte vidare  | Gick inte vidare  | Gick inte vidare |

## Triathlon
| Triathlet                | Gren               | Simning (1,5 km) | Trans 1 | Cykling (40 km) | Trans 2 | Löpning (10 km) | Total tid  | Placering |
| ------------------------ | ------------------ | ---------------- | ------- | --------------- | ------- | --------------- | ---------- | --------- |
| Fiorella D'Croz Brusatin | Damernas triathlon | 20:32            | 0:19    | 1:18:19         | 0:23    | 42:12           | 2:21:03,46 | 42        |